# Allopatides
Genre
Allopatides est un genre de concombres de mer de la famille des Synallactidae.

## Liste des genres
Selon World Register of Marine Species (25 novembre 2017) :
- Allopatides corrugatus Massin, 1987
- Allopatides dendroides Koehler & Vaney, 1905